# Riourik Ivnev
Riourik Ivnev (en russe : Рю́рик И́внев), né Mikhaïl Alexandrovitch Kovaliov (russe : Михаи́л Алекса́ндрович Ковалёв) le 23 février [O.S. 11 février] 1891 à Tbilissi et mort le 19 février 1981, est un poète, romancier et traducteur soviétique russe.